# Бонайре
Бона́йре (нід. Eilandgebied Bonaire, МФА: [bɔˈnɛːrə]; пап'ям. Teritorio Insular di Boneiru) — острів у Карибському морі з групи Підвітряних островів, що входять до архіпелагу Малі Антильські острови, за 80 км на північ від узбережжя Венесуели.
Назва Бонайре, як вважають, походить від місцевого слова Bonay. Перші іспанські та голландські колонізатори змінили його ім'я на Bojnaj, а також Bonaire (Бонайре), що означає гарне повітря.

## Статус

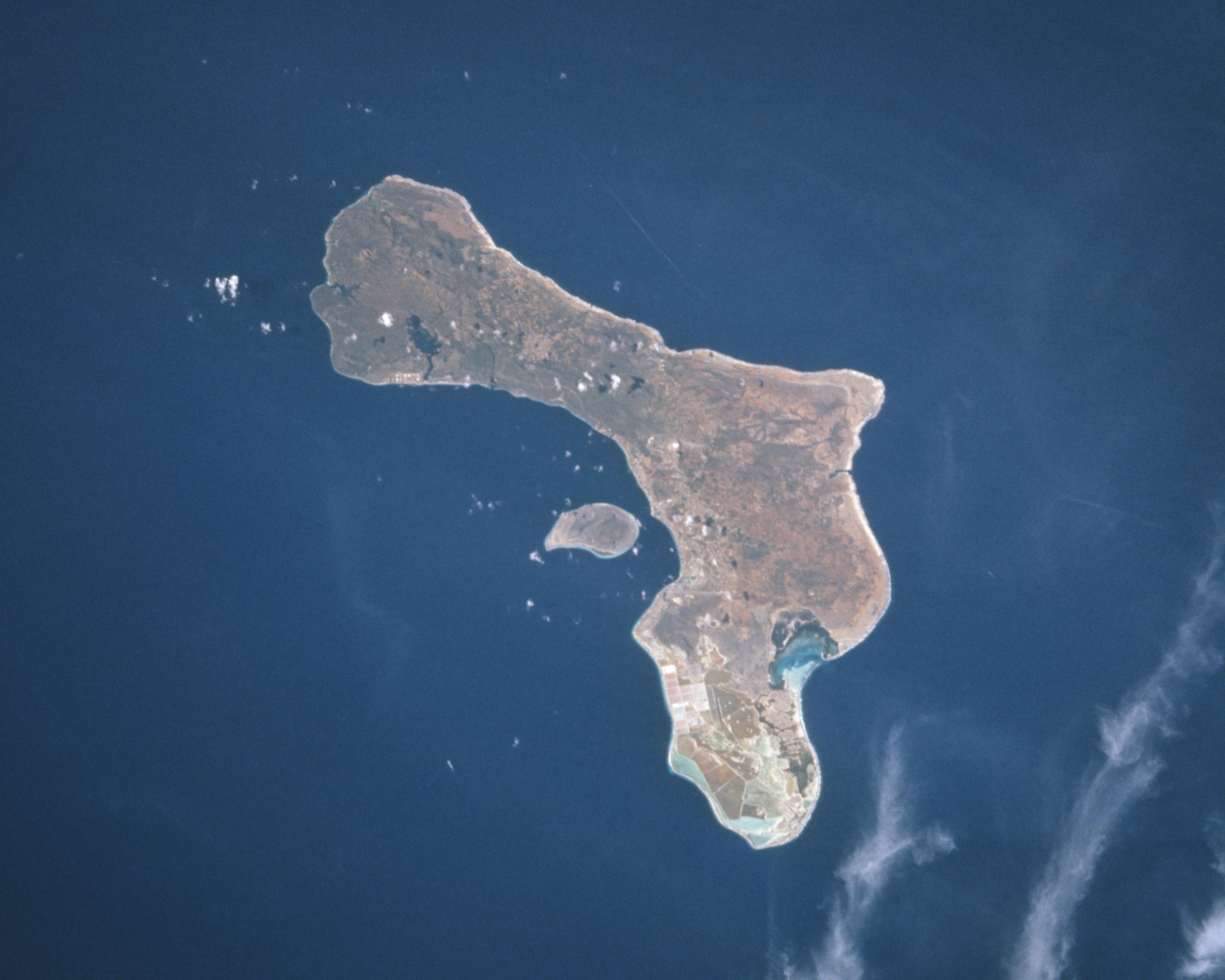
Фотографія острову з космосу. У західного узбережжя — острівець Клейн-Бонайре

З розпуском Нідерландських Антильських островів 10 жовтня 2010 року Бонайре, Саба і Сінт-Естатіус дістали особливий муніципальний статус у складі Нідерландів, у той час як острови Аруба, Кюрасао і Сінт-Мартен стали незалежними державами у складі Королівства Нідерландів. Тепер Бонайре, як частина Нідерландів, залишається заморською територією Європейського Союзу.
Обирає власний законодавчий орган, Раду міністрів і віце-губернатора. Населення — 14 006 осіб (2006). Адміністративний центр і найбільше місто — Кралендейк. Найстаріше поселення — Рінкон (на північний захід від Кралендейка), засноване іспанцями на початку 16 століття.

## Географія
Протяжність з півночі на південь 40 км, із заходу на схід 8 км, площа 290 км². Острів фактично є вершиною підводного гірського хребта (продовження Венесуельського прибережного хребта), розташованому на материковому шельфі, що обрамлює Південноамериканський материк. Низовинний рельєф Бонера на північ поволі підвищується, поступово переходячи в горбисту область, оточену лагунами і затоками національного парку «Вашингтон-Слагбай». Висота до 241 м (Брандаріс-Гілл). Поряд з островом Бонайре знаходиться острівець Клейн-Бонайре.

## Фауна
Парк «Вашингтон-Слагбай» був відкритий в 1969 році та займає 54,6 км² (20 % території острова), покритих чагарником пагорбів вкритих численними пішими стежками та озерами. У парку охороняються природні комплекси арідних земель, чагарників, високих кактусів, місць гніздувань рожевих фламінго, а також численних видів папуг, кажанів, ігуан та інших ящірок. Протяжний кораловий риф, який оточує острів, з 1979 року має статус національного морського парку, причому під охороною знаходиться вісь підводний світ від поверхні моря до глибини в 60 метрів. Заповідник Пекелмер на Бонере — найбільше гніздів'я фламінго в західній півкулі.
У фауні острова представлені ящірки, кажани, близько 200 видів птахів, здичавілі кози. У водах навколо острова зареєстровано понад 450 видів риб, чотири види морської черепахи і близько 70 видів водоростей.

## Історія
Першими відомими його жителями були індіанці племені какетіос, що заселили Бонайре, приблизно в X столітті до нашої ери. Протягом лише 20 років після їх першого контакту з європейцями, що з'явилися біля берегів Бонайре в 1499 році, більшість індійців вимерли від хвороб або були вивезені на Гаїті. Протягом майже ста років тут жили тільки засланці з країн Південної Америки та бродили численні стада великої рогатої худоби з ранчо іспанського губернатора. З часом переселенці з Європи заснували невеликі поселення на місці сучасного Рінкона і в районі Антріол, на північ від сучасної столиці острова. У відповідь на захоплення іспанцями острова Святого Мартина, голландці окуповували Бонер в 1633 році, але лише в 1791 році він офіційно увійшов до складу володінь корони.
У 1816—1868 роках Бонайре населення в основному займалося роботою на плантаціях, які контролював уряд. У 1825 році на острові було близько 300 рабовласників. З 30 вересня 1862 р. після скасування рабства більшість рабів були звільнені, деякі залишалися працювати на плантаціях за оплату.
У 1867 році уряд почав продавати більшу частину державних земель, включно з територіями на яких було розміщено соляні копальні. Місцеве населення стало залежним лише від двох великих приватних землевласників. Багато жителів були змушені шукати роботу на Арубі, Кюрасао або у Венесуелі.
Під час Другої світової війни Бонайре був під захистом Британії та США. Американська армія побудувала як місце дислокації авіабазу «Фламінго». Після того, як Німеччина 10 травня 1940 року захопила Нідерланди, багато німецьких та австрійських громадян були інтерновані в табори на Бонайре протягом усієї тривалості війни. У 1944 році принцеса Нідерландів Юліана та Елеонора Рузвельт організували візит до військових частин на острові Бонайре. 
Після війни економіка Бонайре почала відроджуватись. Військова авіабаза була перетворена на цивільний аеропорт, а колишній табір інтернованих було перетворено на перший готель на Бонайре. У 1966 році голландець Пієр Шенк разом з сім'єю заснував швейну фабрику «Kledingindustrie Bonaire Schunck». У 1962 році було зведено другий великий готель на острові «Bonaire Beach Hotel». У 1964 році в Бонайре з'явилося власне радіо «Trans World Radio». У 1966 році відновився видобуток солі після того, як соляні копальні були розширені та модернізовані Міжнародною соляною компанією на Антильських островах. У 1975 році було створено нафтовий термінал «Bonaire Petroleum Corporation» (BOPEC).

## Галерея

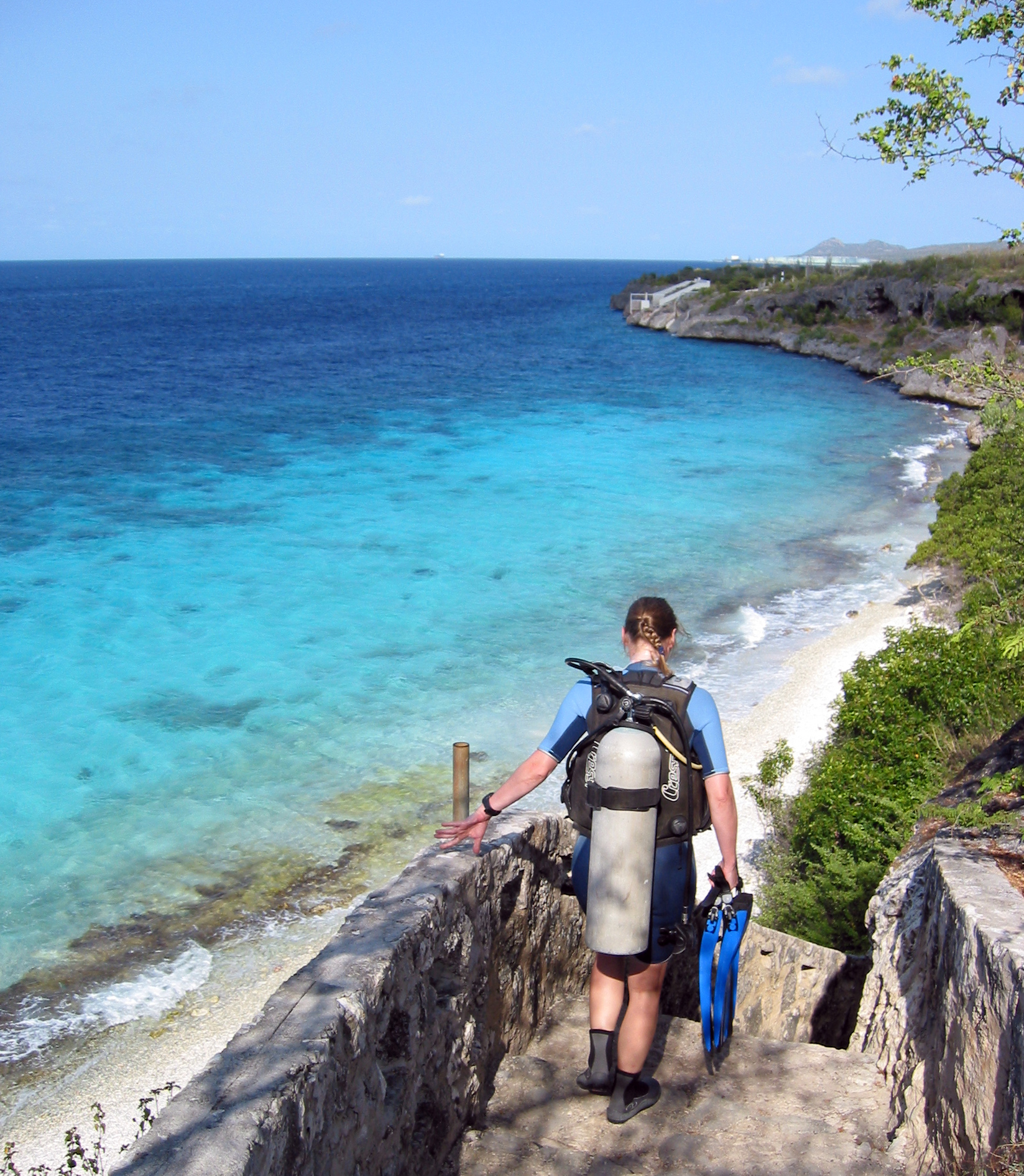
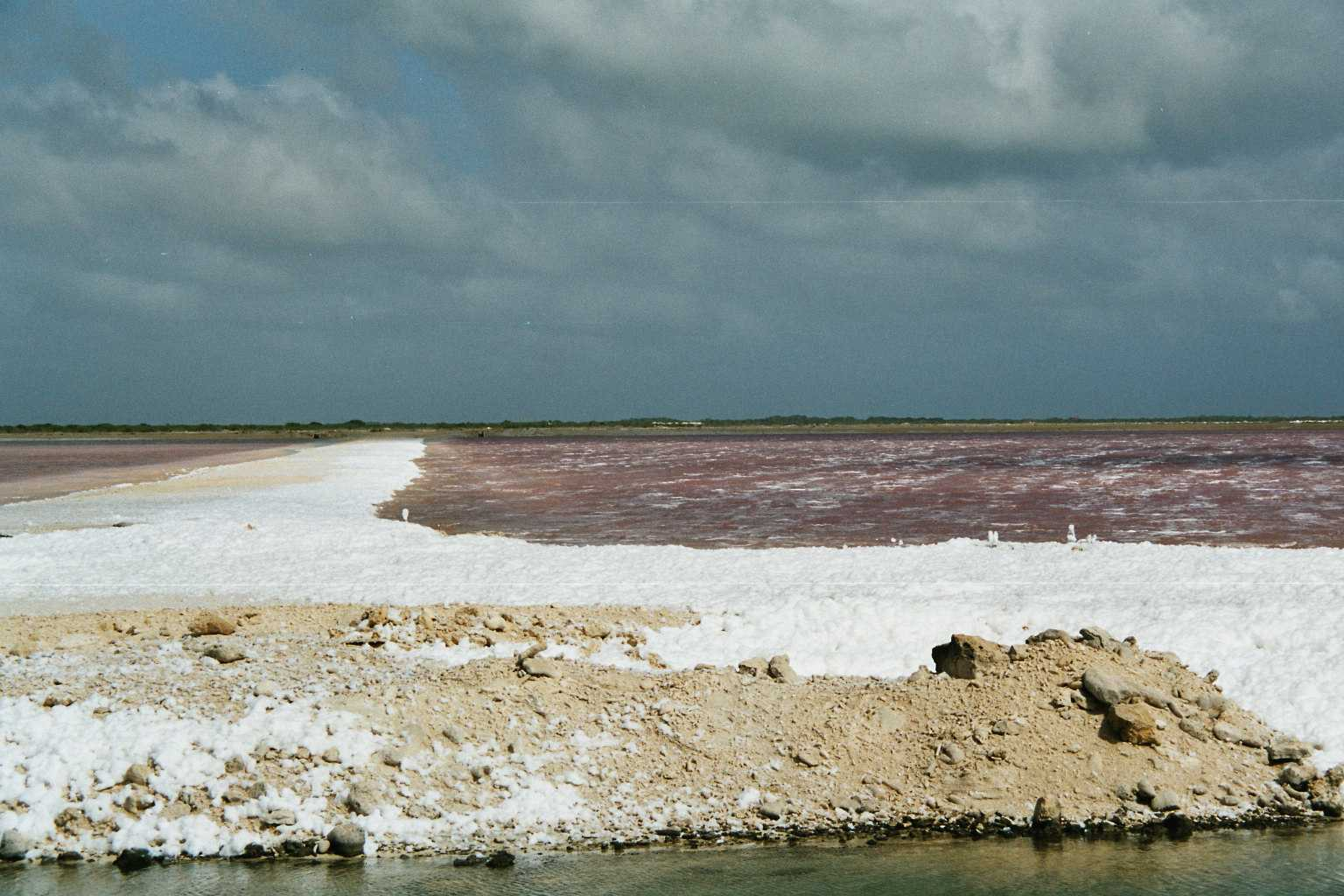
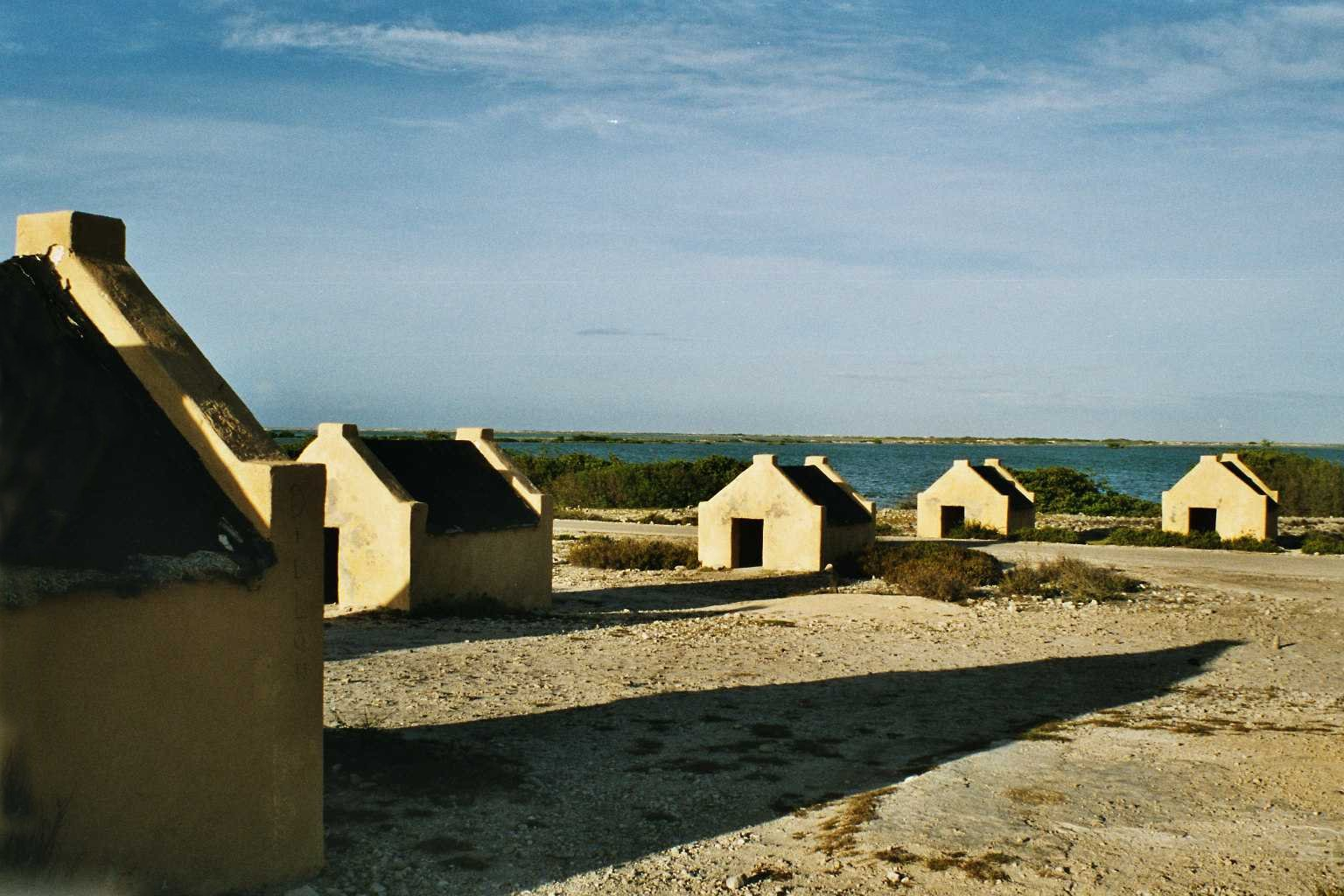
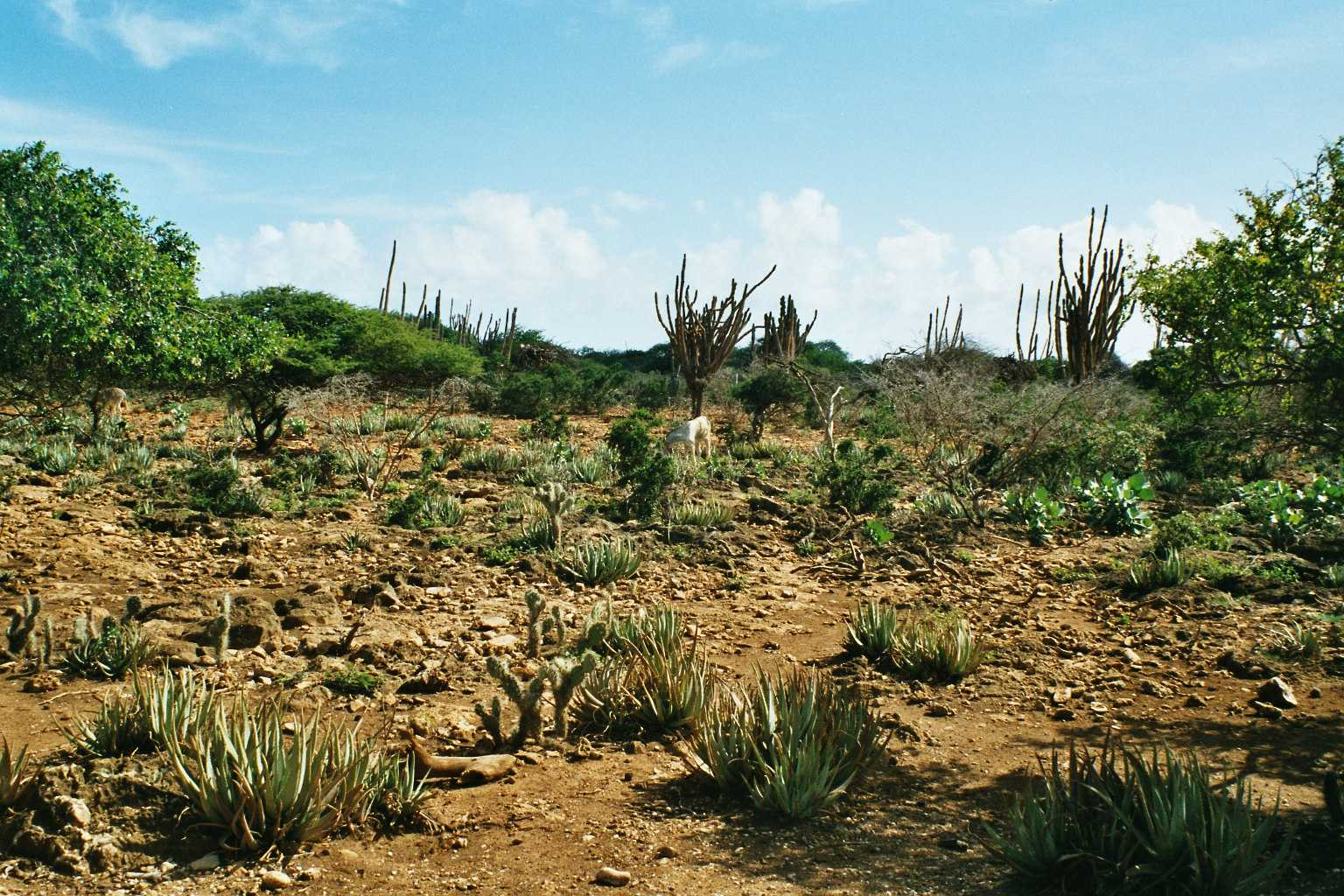
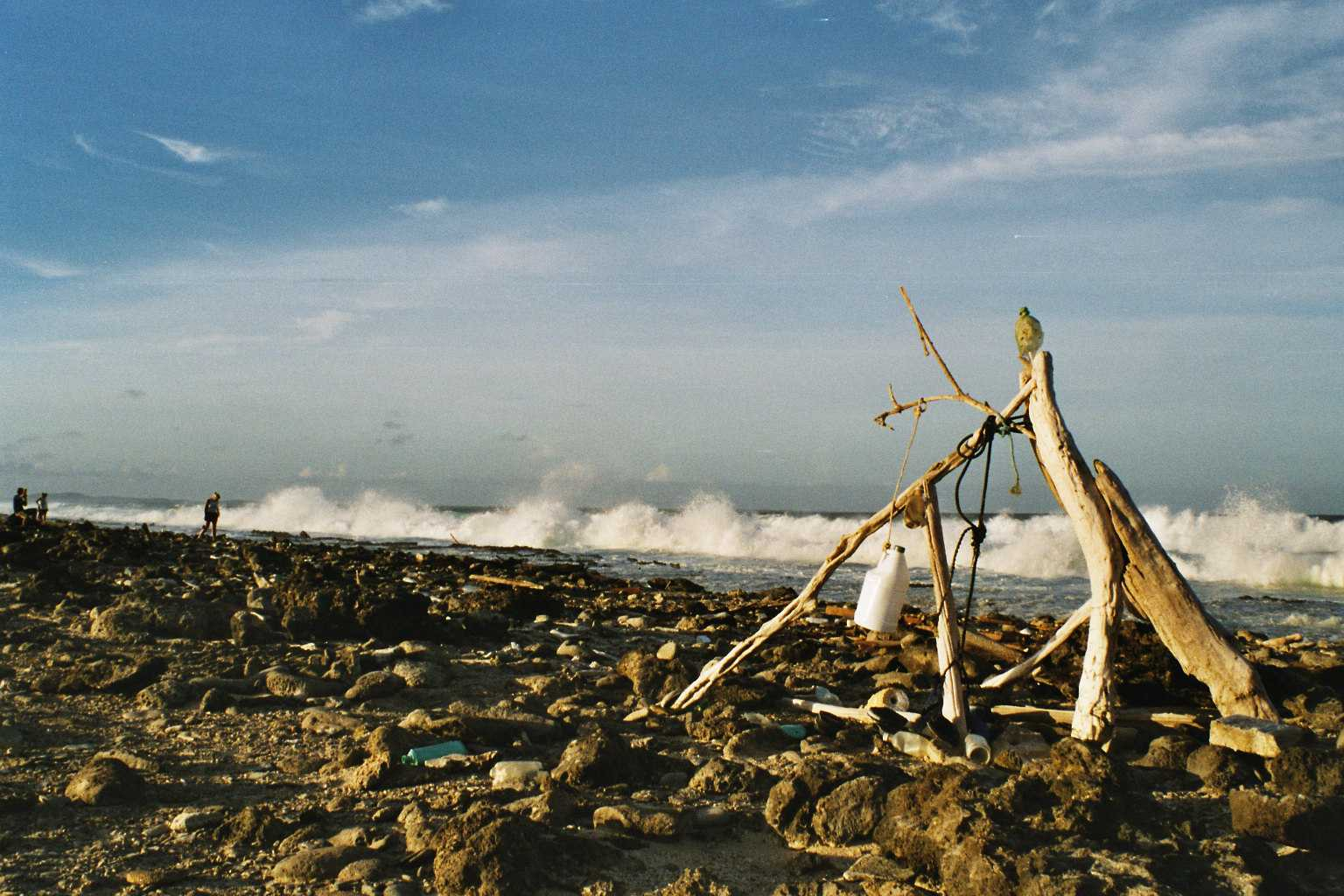
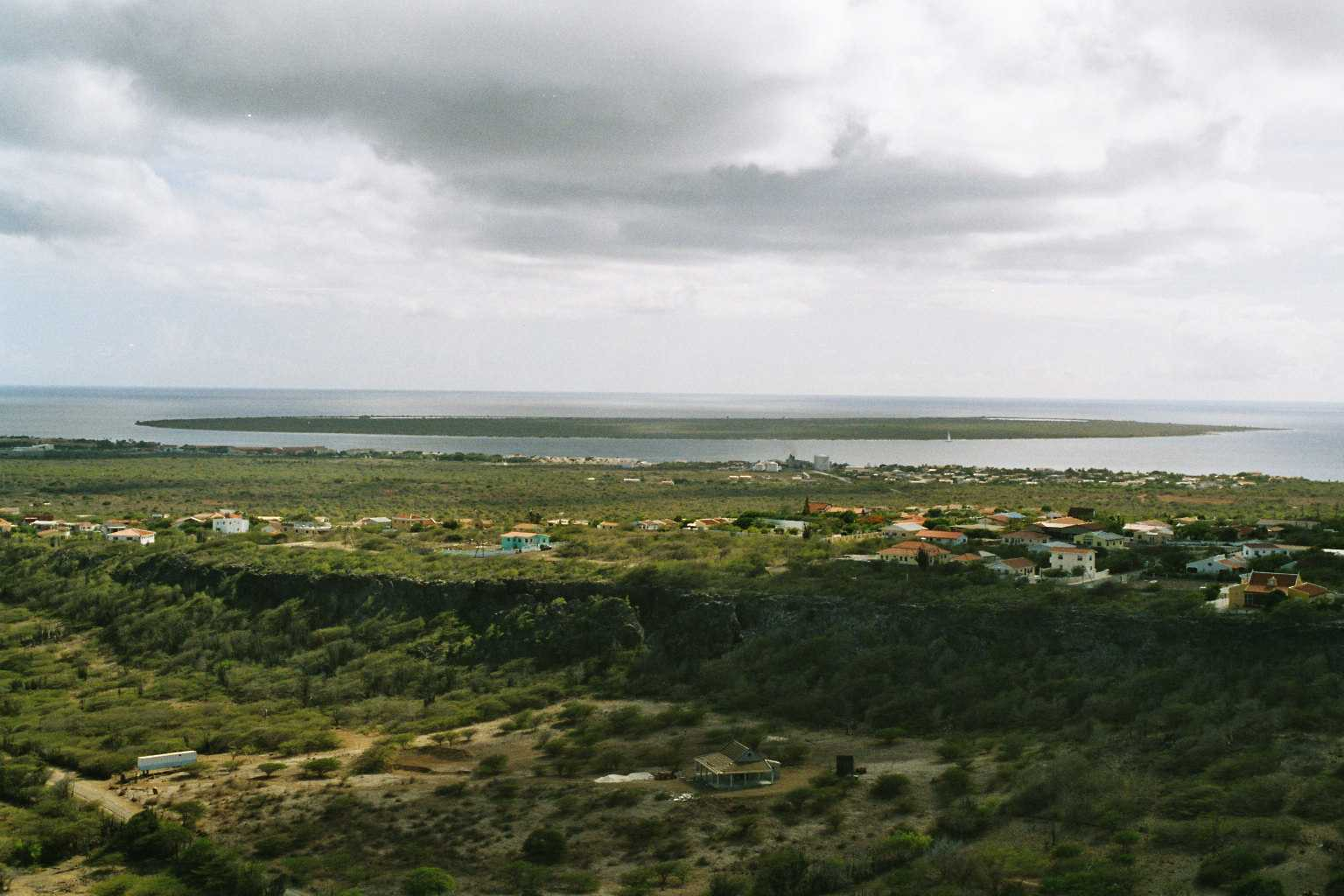
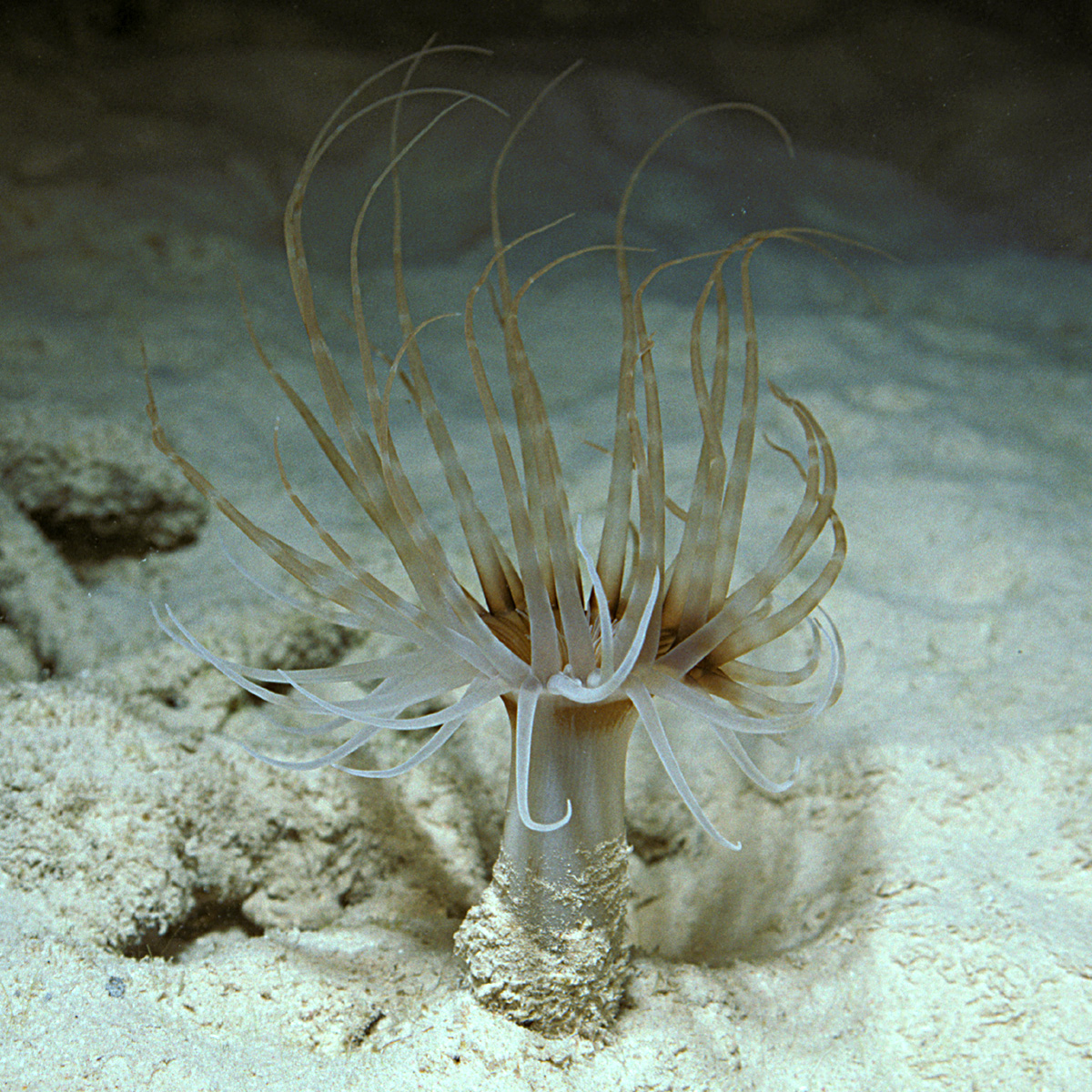
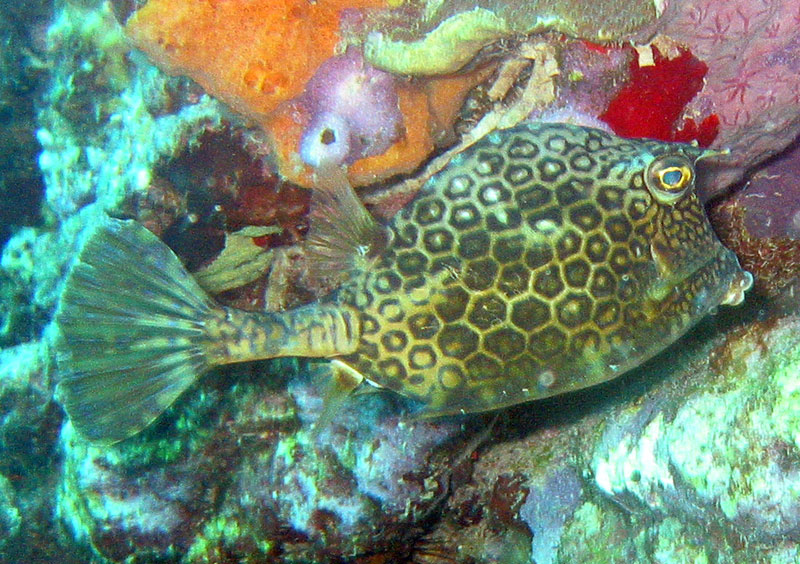

12°9′36″ пн. ш. 68°13′48″ зх. д. / 12.16000° пн. ш. 68.23000° зх. д.